# Casey Puckett
Paul Casey Puckett (* 22. September 1972 in Boulder, Colorado) ist ein ehemaliger US-amerikanischer Skisportler. Er war zunächst ein alpiner Skirennläufer und als solcher vor allem im Slalom und im Riesenslalom erfolgreich. Später wechselte er zum Freestyle-Skiing und gehörte auch in der Disziplin Skicross zur Weltspitze.

## Biografie
Puckett nahm während seiner Juniorenzeit an FIS-Rennen teil und kam im Nor-Am Cup zum Einsatz. Bei den Juniorenweltmeisterschaften 1991 in Geilo gewann er die Goldmedaille im Slalom. In der Saison 1991/92 gewann er die Gesamt- und Riesenslalomwertung des Nor-Am Cup. Seine ersten Punkte im  Alpinen Skiweltcup gewann er mit Platz 17 im Slalom von Chamonix am 30. Januar 1994. Vier Wochen später fuhr er bei den Olympischen Winterspielen 1994 auf Platz 7 im Slalom.
In den folgenden Wintern konnte sich Puckett nicht im Weltcup behaupten. Während vier Jahren erzielte er kein einziges zählbares Weltcup-Ergebnis. Oft schied er aus oder konnte sich nicht für die zweiten Durchgänge qualifizieren. Hingegen gelangen ihm in Nor-Am-Rennen weiterhin gute Ergebnisse. In der Saison 1997/98 gewann er zum zweiten Mal die Gesamt- und Riesenslalomwertung des Nor-Am Cup. Erst ab der Saison 1998/99 fuhr er im Weltcup regelmäßig in die Punkteränge. Seine mit Abstand beste Weltcupplatzierung war am 21. Januar 2001 der vierte Platz in der klassischen Hahnenkamm-Kombination von Kitzbühel.
Im Nor-Am Cup entschied Puckett in der Saison 2000/01 mit vier Siegen die Slalom-Disziplinenwertung für sich. Im Januar 2002 startete er letztmals zu einem Weltcuprennen, danach bestritt er bis 2006 nur noch sporadisch alpine FIS-Rennen. Grund dafür war seine Zuwendung zum Skicross. So nahm er 2004 an den Winter-X-Games in Aspen statt und gewann dort eher überraschend die Goldmedaille. Diesen Erfolg wiederholte er 2007.
Ab der Saison 2007/08 war Puckett im Freestyle-Weltcup involviert. Sein erstes Weltcuprennen am 12. Januar 2008 in Les Contamines beendete er als Zweiter. Einen Monat später folgte in Deer Valley ein weiterer zweiter Platz. Im Winter 2008/09 klassierte er sich siebenmal unter den besten zehn (mit einem dritten Platz als Bestergebnis), was in der Skicross-Disziplinenwertung Platz 4 ergab. Mit einem weiteren Podestplatz zu Beginn der Saison 2009/10 qualifizierte sich Puckett für die Olympischen Winterspiele 2010, wo er zu den ältesten Mitgliedern der amerikanischen Mannschaft gehörte. 2011 verzichtete er auf weitere Starts im Weltcup und nahm lediglich an den Winter-X-Games teil, wo er auf Platz 3 fuhr.

## Erfolge Alpin
Olympische Spiele
- Albertville 1992: 25. Riesenslalom
- Lillehammer 1994: 7. Slalom

Weltmeisterschaften
- Vail/Beaver Creek 1999: 31. Riesenslalom, 34. Abfahrt
- St. Anton am Arlberg 2001: 23. Riesenslalom, 28. Slalom, 31. Super-G

Juniorenweltmeisterschaften
- Zinal 1990: 26. Super-G, 29. Riesenslalom, 45. Abfahrt
- Geilo/Hemsedal 1991: 1. Slalom, 4. Kombination, 7. Riesenslalom, 8. Super-G, 15. Abfahrt

Weltcup
- 7 Platzierungen unter den besten 20
- Bestes Ergebnis: 4. Platz Kombination Kitzbühel 2001

Nor-Am Cup
- Saison 1991/92: 1. Gesamtwertung, 1. Riesenslalomwertung
- Saison 1997/98: 1. Gesamtwertung, 1. Riesenslalomwertung
- Saison 2000/01: 1. Slalomwertung
- 29 Podestplätze, davon 12 Siege

Weitere Erfolge
- 3 US-amerikanische Meistertitel (Slalom 1997, Riesenslalom 2000, Super-G 2001)
- 17 Siege in FIS-Rennen

## Erfolge Freestyle
Olympische Spiele
- Vancouver 2010: 23. Skicross

Weltmeisterschaften
- Inawashiro 2009: 5. Skicross

Weltcup
- Saison 2008/09: 4. Skicross-Weltcup
- 10 Platzierungen unter den besten zehn, davon 4 Podestplätze

Weitere Erfolge
- Sieger Winter-X-Games 2004 und 2007